# ماریو مونیچلی
ماریو مونیچلی (به ایتالیایی: Mario Monicelli) (۱۶ مهٔ ۱۹۱۵ – ۲۹ نوامبر ۲۰۱۰) کارگردان و فیلم‌نامه‌نویس ایتالیایی بود. او به همراه لوئیجی کومنچینی و دینو ریسی از استادان ژانر کمدی ایتالیایی بود. مونیچلی یکی از برجسته‌ترین فیلم‌سازان دوران پس از جنگ ایتالیا به‌شمار می‌رفت.
او بیش از ۷۰ فیلم سینمایی را کارگردانی کرد. از معروف‌ترین فیلم‌های این کارگردان می‌توان به توتو به رم می‌رود، دردسر بزرگ در خیابان مدونا، پدران و پسران، جنگ بزرگ، دوستان من و مرحوم ماتیا پاسکال اشاره کرد. شیوه فیلم‌سازی مونیچلی ترکیبی از طنز، انتقاد و تلخی بود. او افرون بر ساخت کمدی‌های واقع‌گرایانه، چندین فیلم جدی را نیز کارگردانی کرد.

## زندگی و حرفه
مونیچلی در سال ۱۹۱۵ در خانواده‌ای هنرمند در ایالت توسکانی زاده شد. پدرش روزنامه‌نگار و برادرش مترجم و نویسنده بود، اما او از دوست نمایش‌نامه‌نویسش «جاکومو فورتزانو» تأثیر پذیرفت و از طریق او با سینما آشنا شد. او پس از آنکه تحصیلات خود را در دانشگاه‌های پیزا و میلان در رشته‌های ادبیات و فلسفه به پایان رساند، چند فیلم غیرحرفه‌ای ساخت. سپس بین سال‌های ۱۹۳۵ به مدت سه سال دستیار کارگردان آگوستو جنینا بود. از سال ۱۹۴۰ تا ۱۹۴۹ به همراه استنو به فیلم‌نامه‌نویسی پرداخت که حاصل آن بیش از چهل فیلم‌نامه بود. مونیچلی نخستین فیلمش را در سال ۱۹۳۵ کارگردانی کرد که فیلمی صامت با نام پسران خیابان پال بود. او پس از آنکه هفت فیلم کمدی با همکاری استنو ساخت، از سال ۱۹۵۴ به‌طور مستقل به فیلمسازی ادامه داد.
فیلم‌سازی او در ژانر کمدی تلخ در سبک نئورئالیسم، در سال‌های پس از جنگ جهانی دوم شکل گرفت. او در طول دوران فعالیتش جوایز سینمایی بسیاری دریافت کرد و سه بار نامزد دریافت اسکار بهترین فیلم خارجی برای فیلم‌های جنگ بزرگ (۱۹۵۹)، برنامه‌ریز (۱۹۶۳) و دختری با هفت تیر (۱۹۶۸) شد. مهمترین جایزه‌های سینمایی او شامل جایزه شیر طلایی از جشنواره فیلم ونیز برای فیلم جنگ بزرگ (۱۹۵۸)، جایزه دستاورد یک عمر فعالیت هنری از جشنواره ونیز و سه بار جایزه خرس نقره‌ای از جشنواره فیلم برلین هستند. یکی از ساخته‌های این کارگردان با نام بورژوای کوچک کوچک (۱۹۷۷) در جشنواره جهانی فیلم تهران به نمایش در آمد و مورد استقبال قرار گرفت.
مونیچلی بازیگرانی همچون مارچلو ماسترویانی، ویتوریو گاسمن، کلودیا کاردیناله و ویتوریو دسیکا را به سینمای ایتالیا و جهان معرفی کرد. همچنین او بارها با کمدین‌های برجسته‌ای مانند توتو و آلبرتو سوردی همکاری کرد.

## خودکشی
ماریو مونیچلی سرانجام در ۲۹ نوامبر ۲۰۱۰ خودکشی کرد. او که چند روز پیش از خودکشی، برای درمان سرطان در یکی از بیمارستان‌های رم بستری شده بود، خود را از پنجره اتاق‌اش در طبقه پنجم بیمارستان به بیرون پرت کرد و بلافاصله درگذشت.

## گزیده فیلم‌شناسی
- ناپلئون (۱۹۵۱)
- عشق است که مرا پیش می‌برد (۱۹۵۱)
- توتو به رم می‌رود (۱۹۵۲)
- غیرت روستایی (۱۹۵۳)
- ممنوع (۱۹۵۴)
- توتو و کارولین (۱۹۵۵)
- یک قهرمان عصر ما (۱۹۵۵)
- دوناتلا (۱۹۵۶)
- پدران و پسران (۱۹۵۷)
- حکیم و دعانویس (۱۹۵۷)
- آدم‌های ناشناس (۱۹۵۸)
- دوستان من
- جنگ بزرگ (۱۹۵۹)
- خنده شوق (۱۹۶۰)
- بوکاچو ۷۰ (۱۹۶۲)
- برنامه‌ریز (۱۹۶۳)
- کازانووا ۷۰ (۱۹۶۵)
- ارتش برانکالئونه (برای عشق و طلا، ۱۹۶۶)
- دختری با هفت تیر (۱۹۶۸)
- زوج‌ها (۱۹۷۰)
- مورتادلا (۱۹۷۱)
- برانکالئونه به جنگ‌های صلیبی می‌رود (۱۹۷۰)
- فرار از عشق (عشق عوامانه، ۱۹۷۴)
- دوستان من (۱۹۷۵)
- میشل عزیز (۱۹۷۶)
- شب بخیر، آقایان و خانم‌ها (۱۹۷۶)
- بورژوای کوچک کوچک (۱۹۷۷)
- سفر با آنیتا (۱۹۷۹)[۳]
- مرحوم ماتیا پاسکال (۱۹۸۵)
- خدا کند دختر باشد (۱۹۸۷)